# Ешленд (округ Чеманг, Нью-Йорк)
Ешленд (англ. Ashland) — місто (англ. town) в США, в окрузі Чеманг штату Нью-Йорк. Населення — 1510 осіб (2020).

## Демографія
Згідно з переписом 2010 року, у місті мешкало 1695 осіб у 704 домогосподарствах у складі 459 родин. Було 762 помешкання
Расовий склад населення:
| - 96,8 % — білих - 0,6 % — чорних або афроамериканців - 0,3 % — азіатів - 0,2 % — корінних американців |

До двох чи більше рас належало 1,7 %. Частка іспаномовних становила 1,4 % від усіх жителів.
За віковим діапазоном населення розподілялося таким чином: 21,1 % — особи молодші 18 років, 61,1 % — особи у віці 18—64 років, 17,8 % — особи у віці 65 років та старші. Медіана віку мешканця становила 45,0 року. На 100 осіб жіночої статі у місті припадало 98,9 чоловіків;  на 100 жінок у віці від 18 років та старших — 98,4 чоловіків також старших 18 років.
Середній дохід на одне домашнє господарство  становив 54 192 долари США (медіана — 43 393), а середній дохід на одну сім'ю — 60 570 доларів (медіана — 51 510). Медіана доходів становила 45 556 доларів для чоловіків та 33 807 доларів для жінок. За межею бідності перебувало 18,7 % осіб, у тому числі 32,3 % дітей у віці до 18 років та 4,7 % осіб у віці 65 років та старших.
Цивільне працевлаштоване населення становило 597 осіб. Основні галузі зайнятості: освіта, охорона здоров'я та соціальна допомога — 27,8 %, виробництво — 13,9 %, мистецтво, розваги та відпочинок — 12,9 %.